# Norwood Scarp
Norwood Scarp ist eine ausgeprägte, 18 km lange und 1525 m hohe Geländestufe im Osten des Palmerlands auf der Antarktischen Halbinsel. Sie bildet die östliche Flanke des Weyerhaeuser-Gletschers.
Wissenschaftler der United States Antarctic Service Expedition (1939–1941) fotografierten sie am 28. September 1940 aus der Luft. Der Falkland Islands Dependencies Survey tat ebensolches am 14. August 1947 und nahm im Dezember 1958 sowie im November 1960 Vermessungen vor. Das UK Antarctic Place-Names Committee benannte sie 1962 nach dem englischen Mathematiker Richard Norwood (1590–1675), der die Vorteile des Großkreissegelns in der Navigation nachwies.